# Hile
Hile o Hilas (en griego, Υλε o Υλαι) es el nombre de una antigua ciudad griega de Beocia, que fue mencionada por Homero en el Catálogo de las naves de la Ilíada.
Según la Ilíada estaba a la orilla del lago Copaide, pero según Estrabón, a orillas del lago Hílice, y añade que el nombre de este lago deriva del de la localidad de Hilas. No hay certeza de su ubicación exacta pero se ha sugerido que podría identificarse con los restos hallados en el lugar de la moderna Iliki, y que pertenecen principalmente a los periodos arcaico y clásico.
En una de las tablillas micénicas con inscripciones en lineal B que se encontraron en Tebas en 1995, figura escrito el lugar de Hile bajo la forma u-re-we.